# Jardin médiéval de Bazoges en Pareds
Le jardin médiéval de Bazoges en Pareds est un jardin médiéval situé dans le village de Bazoges-en-Pareds en Vendée.

## Historique
Ce jardin contemporain d'inspiration médiévale fut créé en 1994 par trois étudiantes de l'École Nationale d'Ingénieurs des Techniques Horticoles d'Angers, le concours du CAUE (Conseil d'Architecture, d'Urbanisme et de l'Environnement) et l'Association Au Cœur du Bocage. Les documents utilisés pour composer ce jardin ont été notamment le capitulaire De Villis et le plan de l’abbaye de Saint-Gall. En 2018, le jardin obtient le label Jardin remarquable.

## Le jardin médiéval duXVesiècle
Dans les châteaux au Moyen Âge, le jardin a bien sûr une destination nourricière mais c'est aussi un salon de conversation. Il représente le Paradis Terrestre, un monde clos propice à la promenade poétique au milieu des couleurs, des senteurs, et du chant des oiseaux, en d'autres termes l'espace de l'amour courtois.
La forme carrée est la représentation symbolique du monde de la terre. Au centre on trouve généralement une fontaine ou un bassin, à Bazoges-en-Pareds a été placé un cadran solaire.
La surface du jardin de Bazoges est divisée en 16 carrés, chacun enclos de fascines de châtaignier et se compose de la manière suivante :
- Carrés destinés aux plantes potagères,
- Carrés destinés aux plantes médicinales,
- Carrés destinés aux plantes aromatiques,
- Carrés destinés aux plantes magiques dites de sorcellerie,
- Un verger,
- Un triangle de fleurs.

## La visite
Le jardin médiéval de Bazoges-en-Pareds est aujourd’hui géré par la Commune de Bazoges-en-Pareds. Il se visite avec le Donjon et le Musée d'Art et de Tradition Populaire :
- De mars à septembre pour les individuels avec animations,
- Toute l’année pour les groupes « adultes », scolaires et accueils de loisirs sur réservation.

## En images

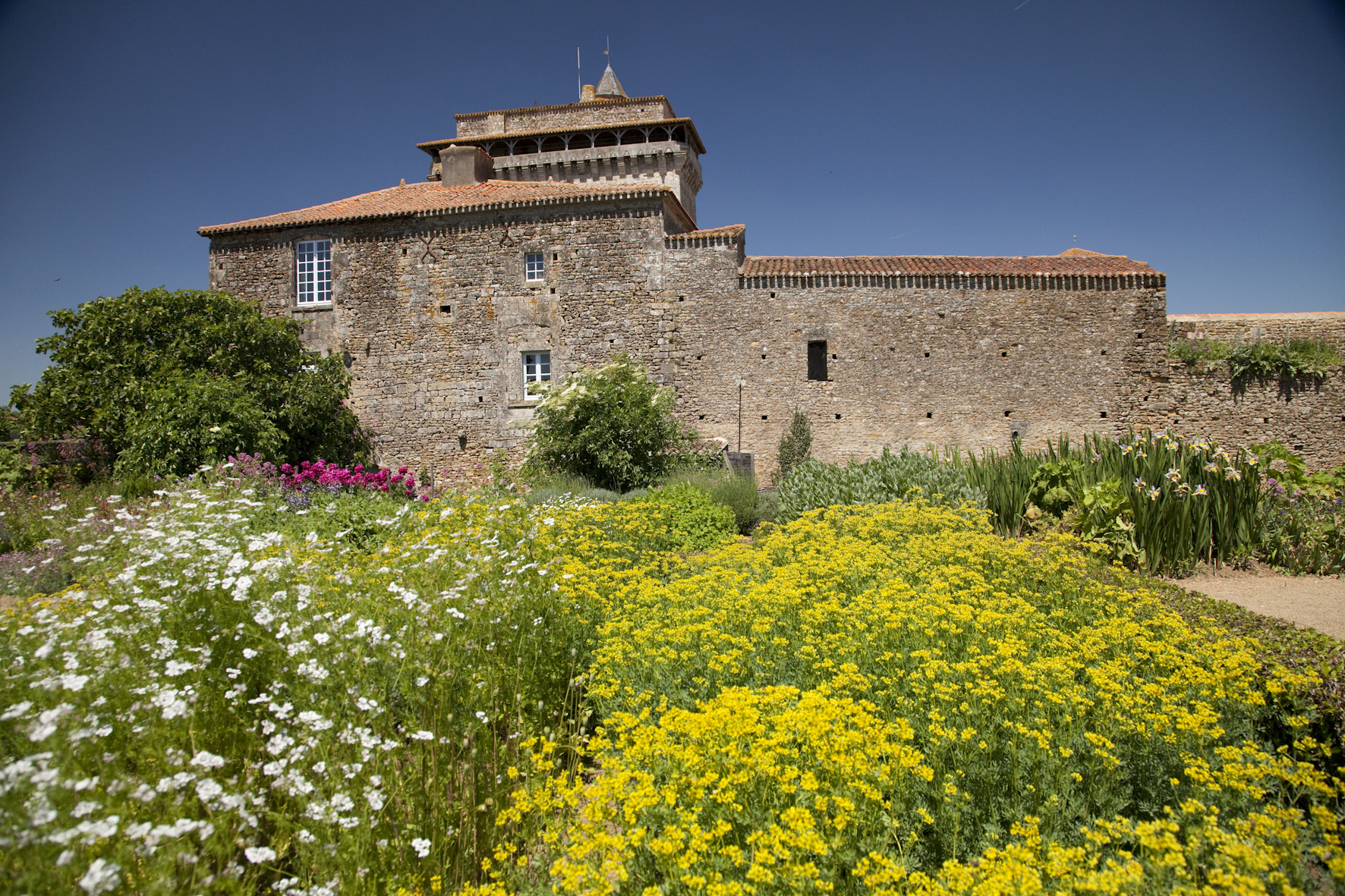
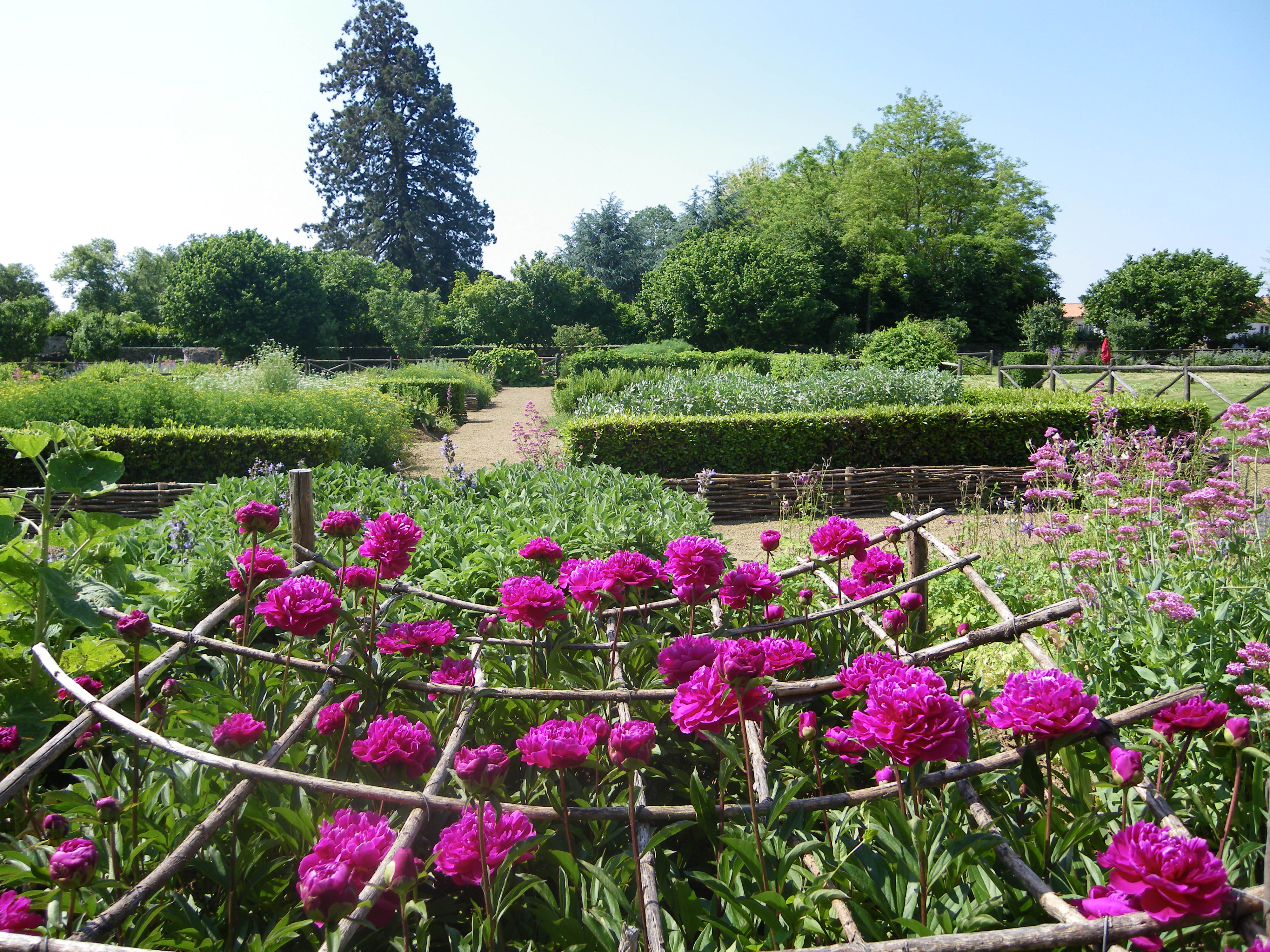
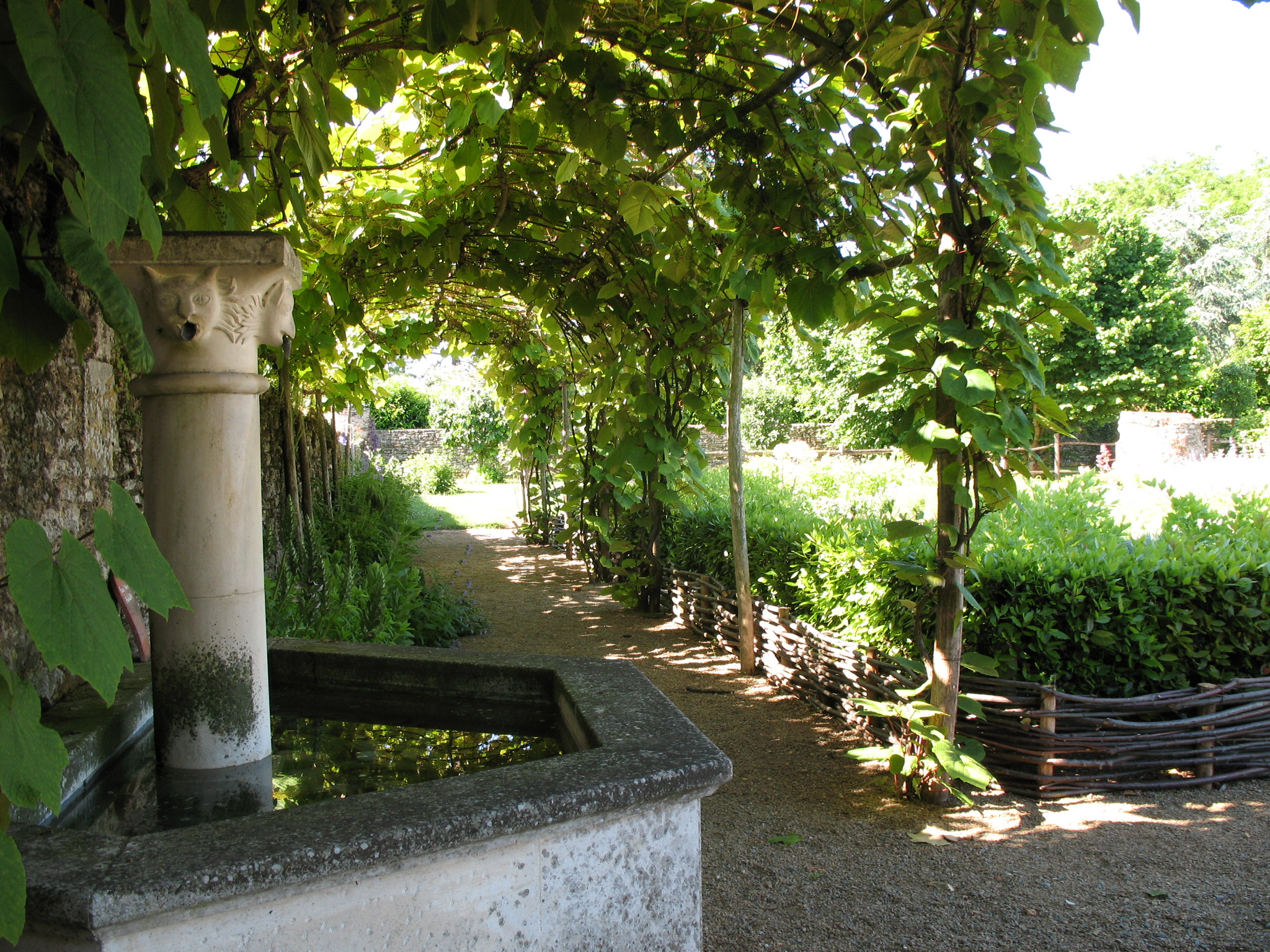
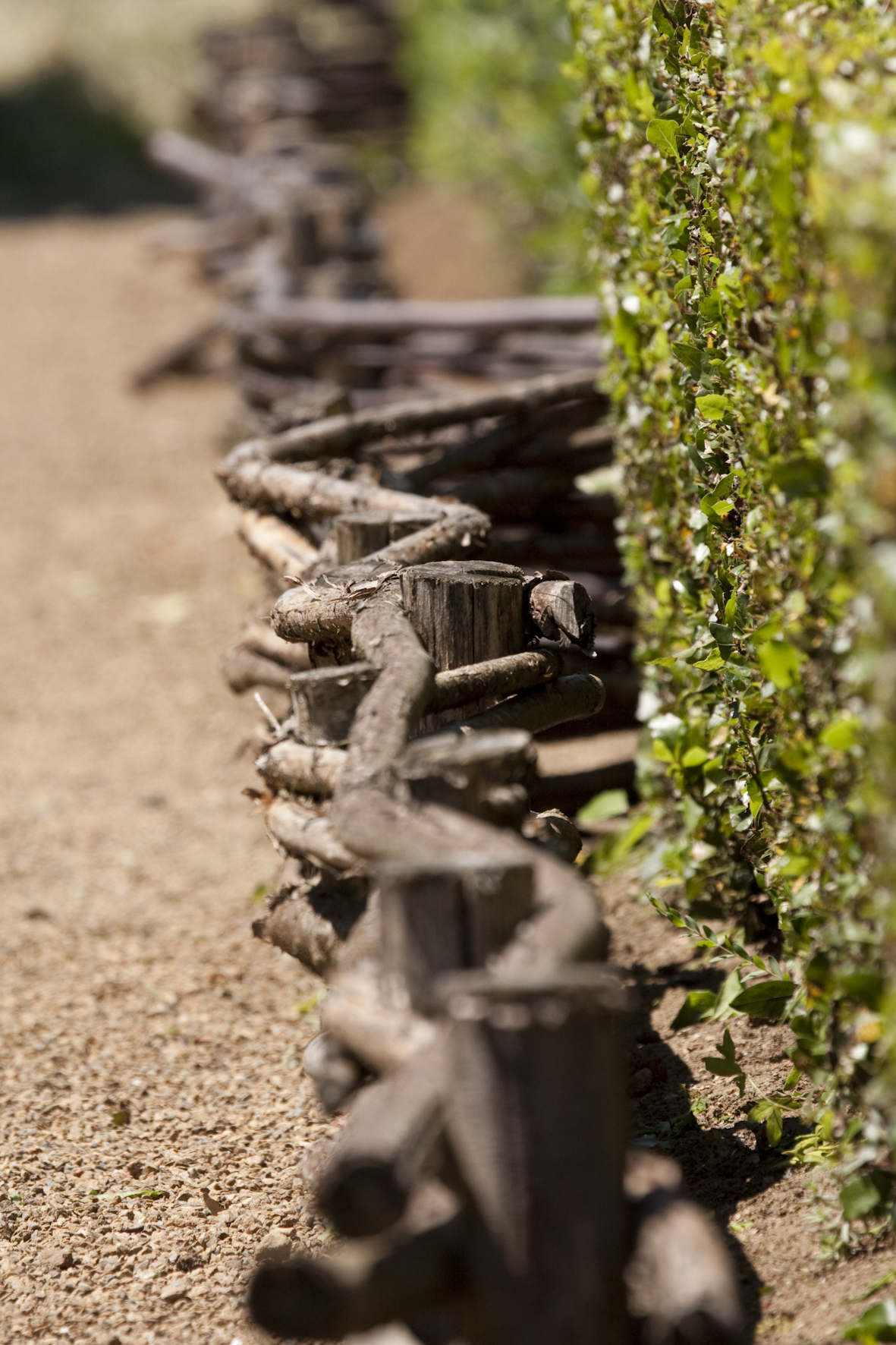
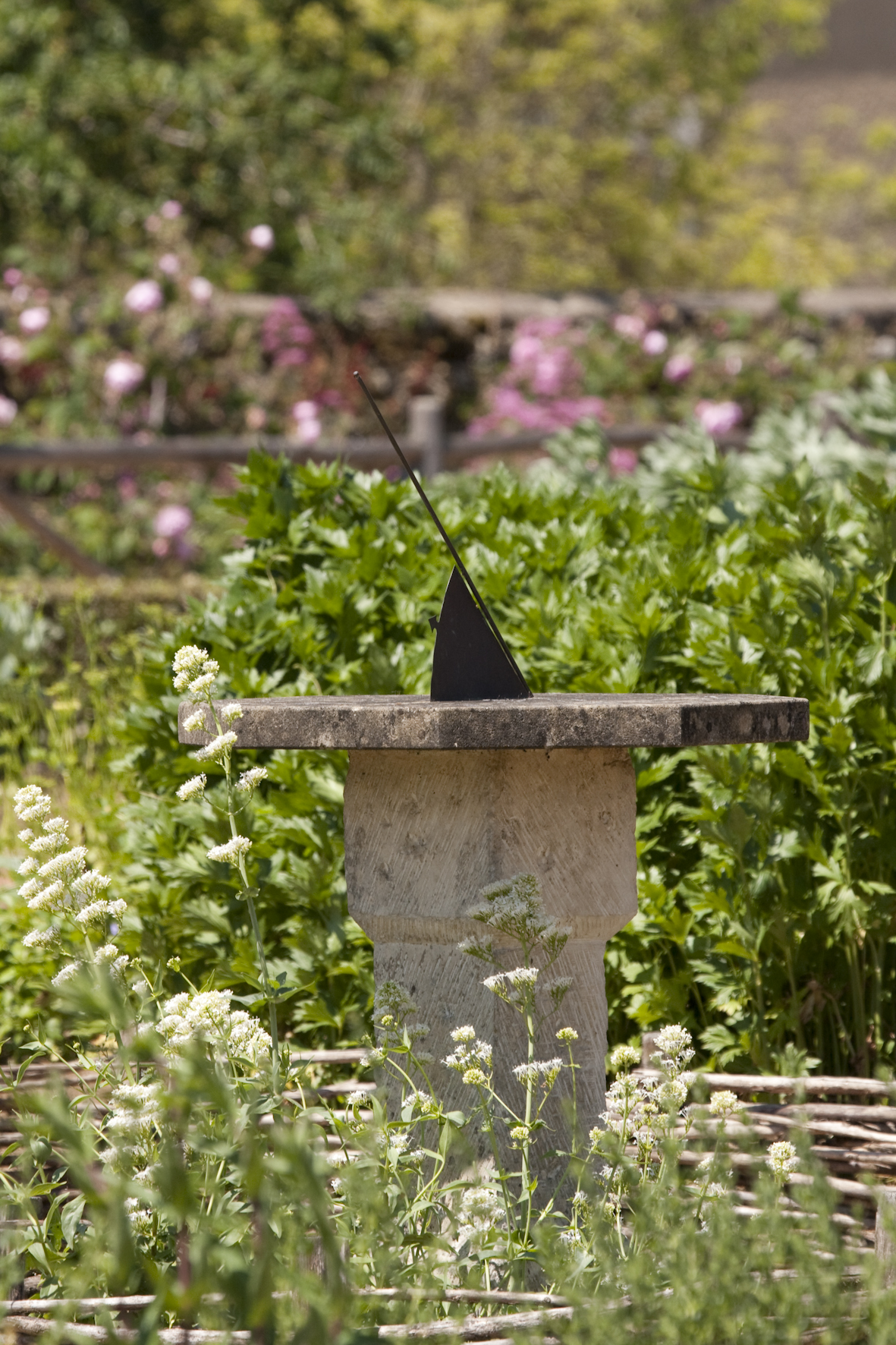
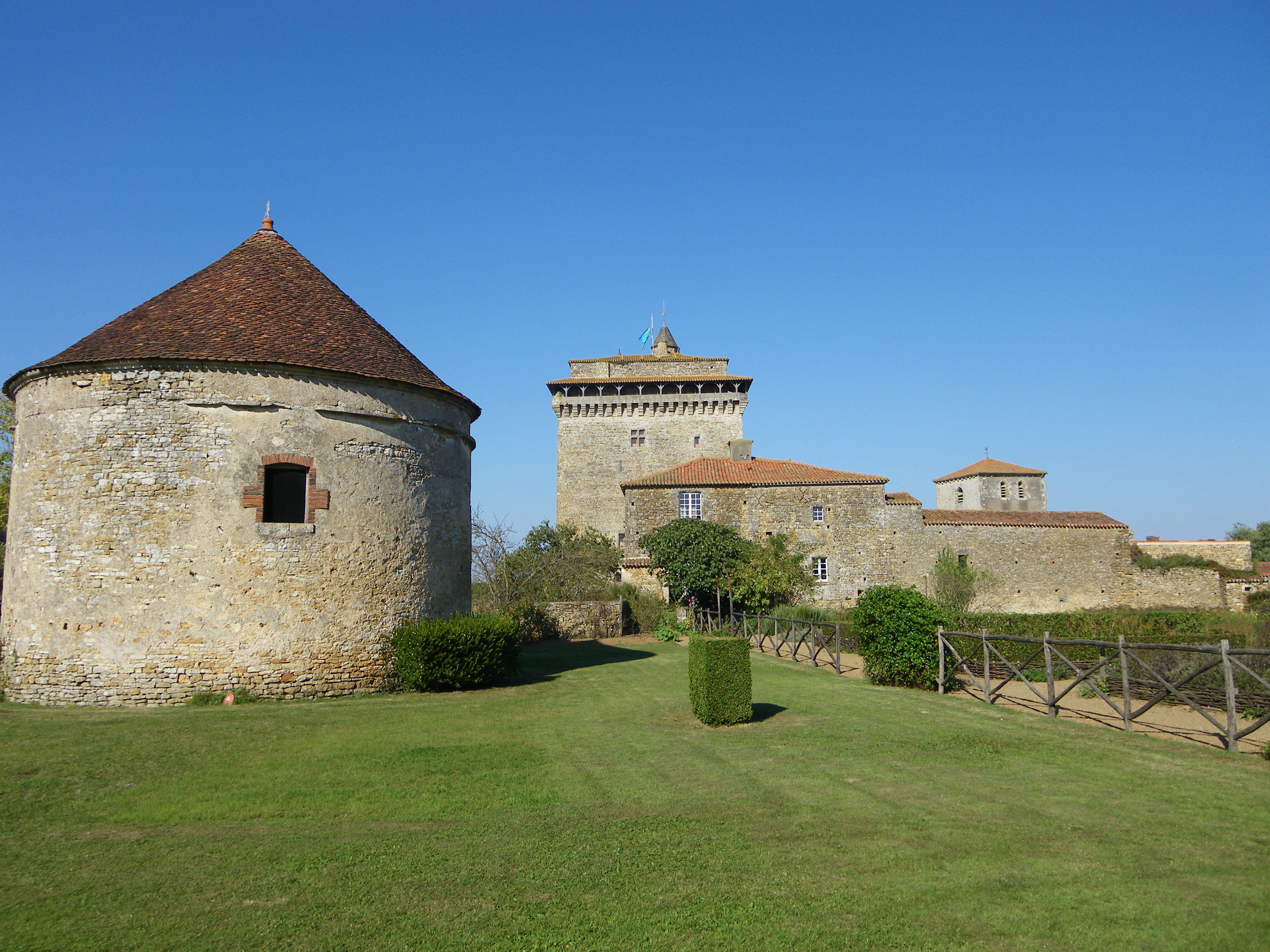
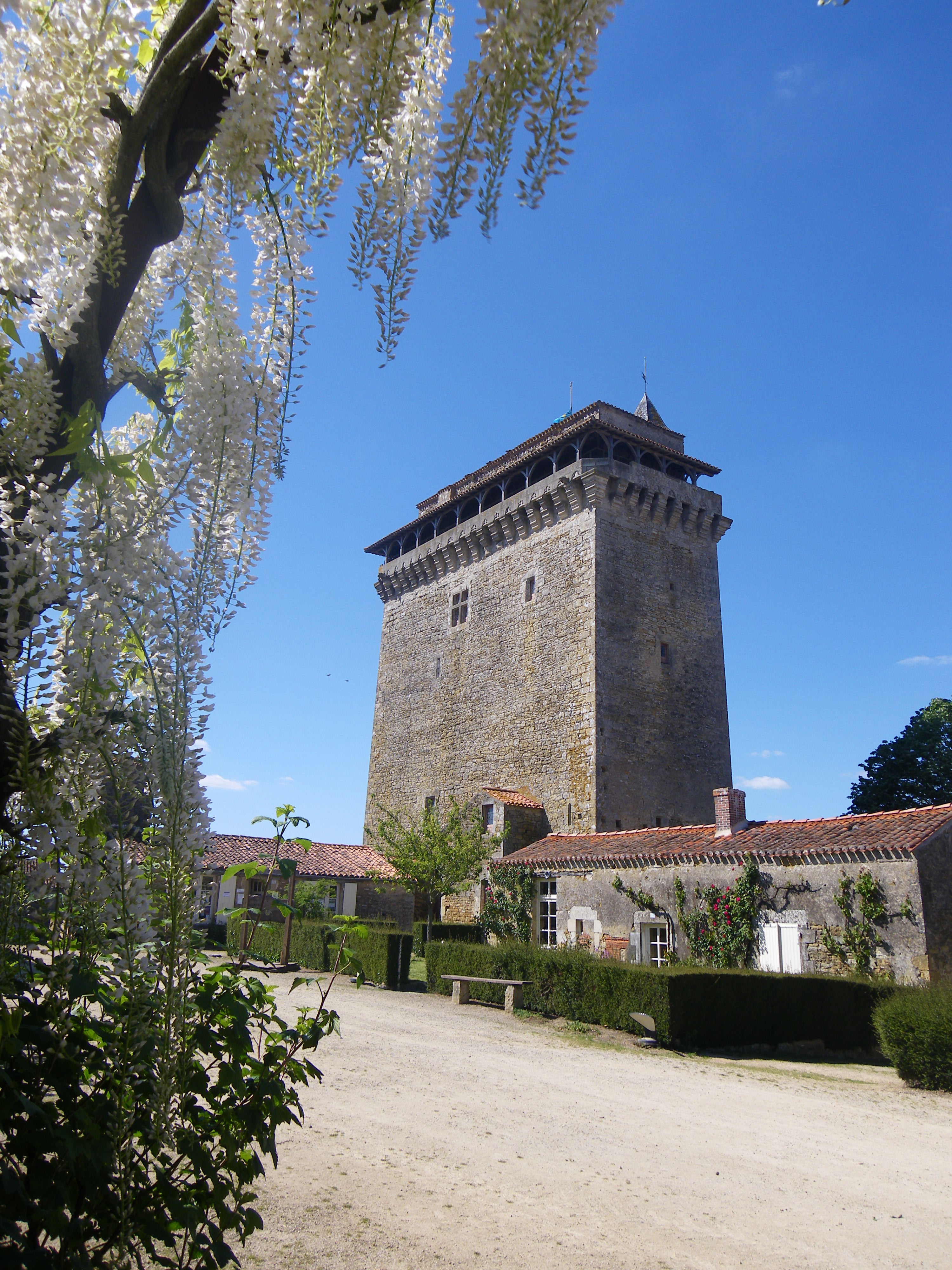